# 안드로노보 문화
안드로노보 문화(Andronovo culture)는 기원전 2000년에서 기원전 1450년경까지 번성한 중앙아시아의 스텝 지역에서 시베리아 남부의 넓은 범위에서 보고된 상호 유사한 후기 청동기시대 문화권을 통틀어 이르는 명칭이다. 따라서 단일한 문화가 아니며 문화적 복합체를 말한다. 최근에는 기원전 2050~1900년에 걸친 시기의 문화는 신타시타 문화로 구분하여 부르기도 한다.
인도유럽어족의 인도이란어파의 언어를 사용하는 초기 인도이란인 집단과의 관계가 유력시된다. 안드로노보 문화는 얌나야 문화에서부터 스텝지역으로 영향을 받았다.
안드로노보는 1914년에 분묘 발굴 조사가 이뤄지며 굴장된 인골과 장식 토기가 발견된 예니세이 강 유역에 속하는 아친스크 부근의 마을 이름이다.

## 시대 구분
시대적·지역적으로 적어도 4개의 문화로 세분된다. 카스피해·아랄해 북쪽의 남쪽 우랄 지역에서 시작하여 동쪽과 남쪽으로 확대된 것으로 알려졌다. 우랄강 상류에서 보이는 전차 유물들과 쿠르간 무덤들이 안드로노보 문화의 가장 초기 형태인 신타시타 문화 시대를 특징지으며, 이것은 인도이란조어의 유래와 동일시된다. 생활 양식은 말, 소, 양 등의 가축을 중심으로 농경도 이루어졌다. 기원전 2000년 전후에 발명된 바퀴살 달린 전차가 특징적이다.
많은 학자들은 안드로노보 문화권이 고대 인도-이란인과 같은 집단이었다고 추측한다. 이는 지명 연구에 더하여 기원전 제1천년기에 해당 지역에서 스키타이와 같은 이란계 민족들이 융성했던 역사적 사실에 의해서도 뒷받침된다.

## 같이 보기
- 쿠르간 가설
- 박트리아-마르기아나 고고학적 복합체
- 인도이란인 (아리아인)
- 인도이란어파